# Aulogymnus longicalcar
Aulogymnus longicalcar is een vliesvleugelig insect uit de familie Eulophidae. De wetenschappelijke naam is voor het eerst geldig gepubliceerd in 1999 door Zhu, LaSalle & Huang.